# Arhopala madytus
Arhopala madytus är en fjärilsart som beskrevs av Hans Fruhstorfer 1914. Arhopala madytus ingår i släktet Arhopala och familjen juvelvingar. Inga underarter finns listade i Catalogue of Life.

## Bildgalleri

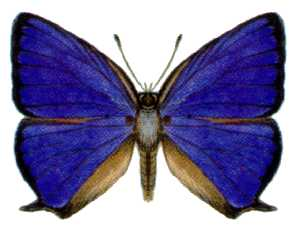
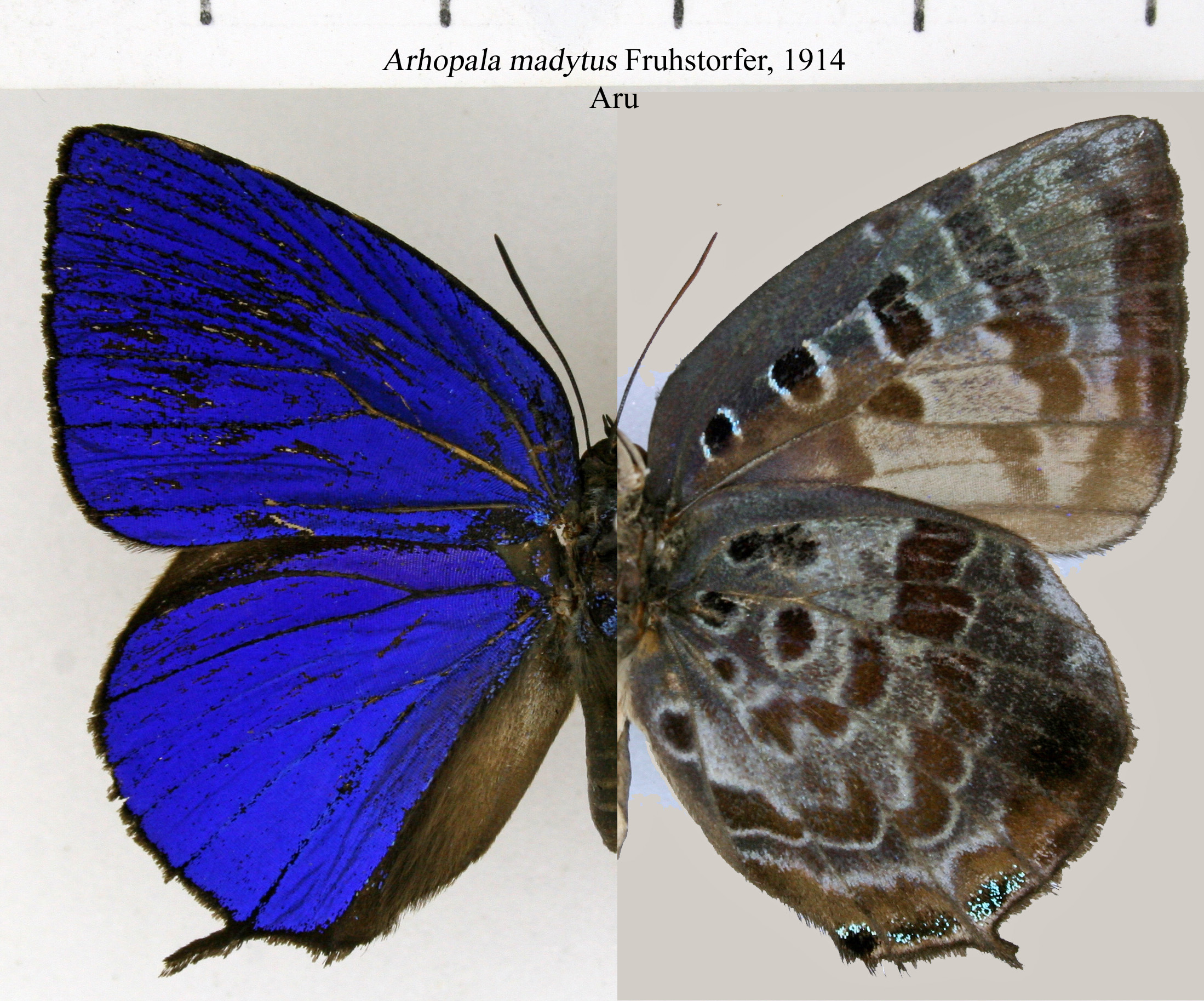